# Roptavaart
De Roptavaart (Fries en officieel: Roptafeart) is een kanaal in de Nederlandse provincie Friesland. 
Het kanaal begint ten noorden van het dorp Wijnaldum vanaf de Sexbierumervaart. De Roptavaart met een lengte van 1,8 kilometer loopt noordwestwaarts en heeft drie bruggen, waarvan een in de N393 en een in de Hoarnestreek bij de Ropta State. Bij het gemaal Ropta in de buurtschap Roptazijl aan de Waddenzee is de uitmonding in de Dijkvaart.

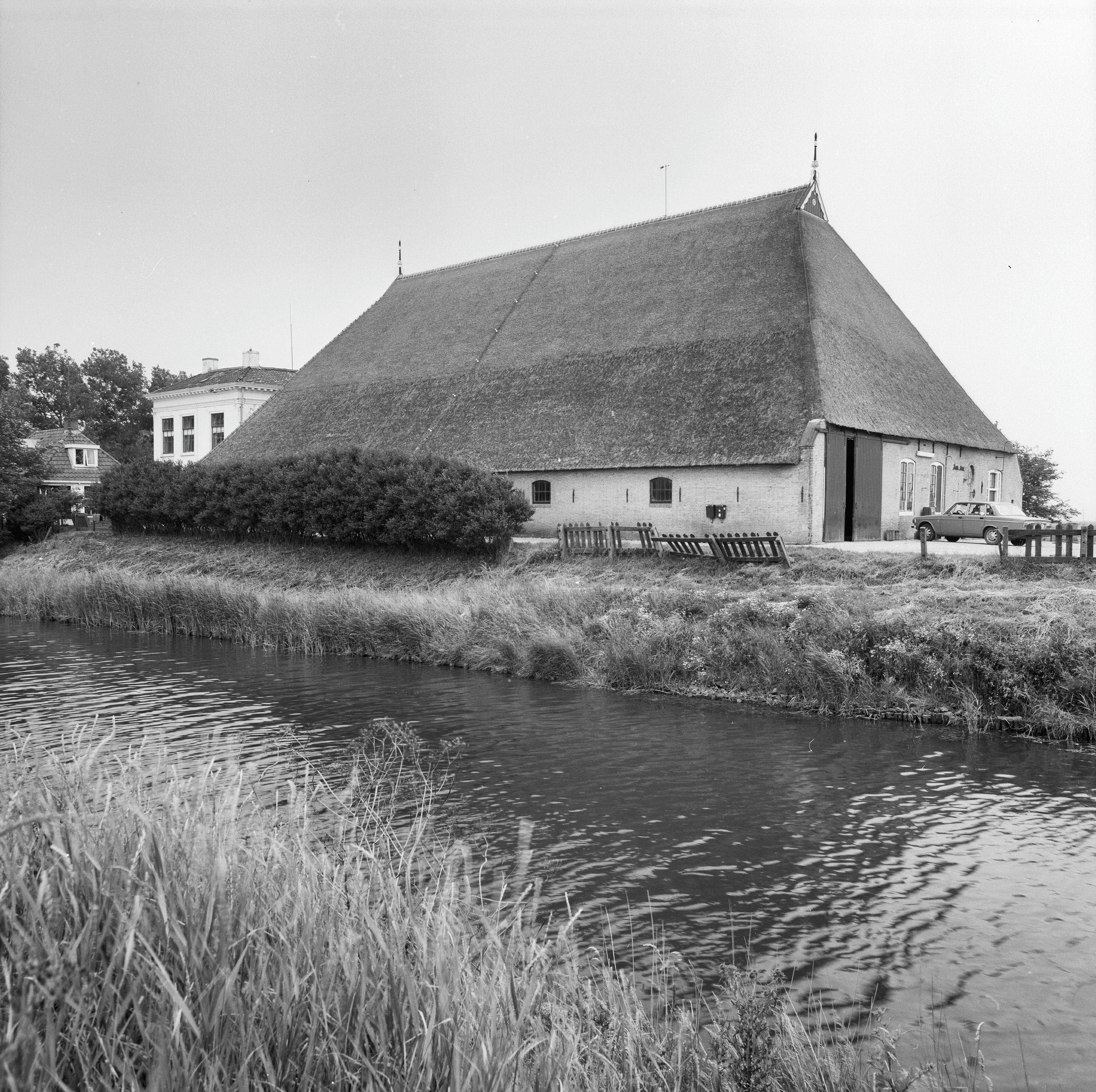
Ropta State aan de zuidzijde van de Roptavaart